# Parco nazionale della Svizzera boema
Il parco nazionale della Svizzera boema (in ceco: Národní park České Švýcarsko) è un parco nazionale situato nella Svizzera boema, nel nord-est della Repubblica Ceca, alla frontiera con la Germania (Sassonia)
Il parco nazionale della Svizzera Boema è il parco nazionale più recente della Repubblica Ceca (fu istituito il 1º gennaio 2000) e si estende su una superficie di quasi 80 km². Il parco nazionale confina a nord con il Parco nazionale della Svizzera sassone in Germania, che è stato istituito nel 1990 e si estende su una superficie di 93 km².
Tra gli obiettivi del Parco Nazionale vi è quello di preservare il territorio in tutta la sua bellezza e di consentire i processi naturali e farli prevalere in questo settore. Gli interventi dell'uomo sono infatti limitati solo alle attività che aiutano a ripristinare l'equilibrio naturale, nella maggior misura.
Il punto focale della protezione della zona è costituito da formazioni rocciose, in cui sono presenti specie animali e vegetali rare, e da boschi isolati ben conservati. I valori naturali del Parco Nazionale sono stati anche riconosciuti dall'Unione europea, che lo ha incluso nella lista delle aree protette europee della rete Natura 2000.